# 艾拉伊州
艾拉伊州是帛琉16個行政區之一，位於巴貝普阿普島南部，面積44平方公里，2004年人口1,700，是帛琉人口數第二多的州份，州內設有國內最大的機場羅曼·莫圖國際機場，與柯羅島以柯羅—巴貝圖阿普大橋相連，首府為Negtkib。艾拉伊州最大城鎮是艾拉伊，該鎮2004年人口920，是科羅爾州外最大的城鎮。
帛琉第8任總統陶瑞賓出生於此地，他在2009年至2013年擔任總統。

## 地理
艾來州位於巴貝圖阿普島東南角，州的東南部包圍著寬廣而較淺的艾來灣（Airai Bay），恩澤里基爾河（Ngerikiil River）穿越艾來州東南邊的森林與紅樹林，其支流包含Kmekumer與Chedeng，流域面積為帛琉全國之冠。
艾來州包含11個村落。其中Ngetkib、Ngeruluobel、Ngerusar、Yelch、Airai與Oikull這6個為較為現代化的村落，另外5個為Ngerkedam、Ngersung、Ngerullak、Ngerdiull、Ngerchemel。Yelch是一個現代化社區，艾來小學與艾來社區中心（Airai Community Center）皆位於此村。
艾來州最知名的景點為現存最古老的帛琉男人會館（Bai），可追溯至200年前。然而帛琉的豪雨使得該男人會館的持續保存相當困難。

## 教育
艾來小學設立於1945年9月，設立初期直接使用日本海軍的舊通信建築作為校舍。
位於科羅爾的帛琉高中是帛琉唯一的高中，因此當地居民會就讀該高中。